# راشمور (فیلم)
راشمور (به انگلیسی: Rushmore) فیلمی آمریکایی محصول ۱۹۹۸ و به کارگردانی وس اندرسون است. در این فیلم بازیگرانی چون بیل ماری، جیسن شوارتزمن، اولیویا ویلیامز بازی می‌کنند. این اولین فیلم شوارتزمن در مقام بازی‌گری بود و بیل ماری برای ایفای نقش مکمل این فیلم نامزد جایزه گلدن گلوب شد.

## خلاصه فیلم
مکس فیشر (جیسن شوارتزمن)، پسر پانزده سالهٔ نامتعارف، در سال دهم دبیرستان راشمور درس می‌خواند. او نوجوانی است بی بضاعت، که رؤیاهای بزرگ در سر دارد و عاشق کارهایی است که ربطی به درس و مشقش ندارند. راشمور یک آکادمی خصوصی است و مکس در هیچ‌کدام از درس‌هایش نمره خوبی نگرفته است. مکس فیشر استاد اجرای برنامه‌های فوق‌برنامه است. از ریاست انجمنِ زنبورداران راشمور تا اجرا و کارگردانی نمایشنامه‌های مهیج دبیرستانی. زندگی مکس وقتی تغییر می‌کند که او متوجه می‌شود که در حال مشروط شدن است و همچنین عاشق خانم کراس (اولیویا ویلیامز)، معلم زیبای دبستان در راشمور شده است. در کنار این مسائل، دوستی او با هرمن بلوم (بیل ماری)، یک صنعتگر ثروتمند و پدر دو دانش‌آموز در راشمور نیز وقتی به مخاطره کشیده می‌شود که او پی می‌برد آقای بلوم هم عاشق خانم کراس شده است. زندگی مکس به شدت تحت تأثیر این مثلث عشقی قرار می‌گیرد و در طول فیلم او با این مسئله به نوعی کنار می‌آید.